# فرد شپیسی
فردریک آلن "فرد" شپیسی (به انگلیسی: Frederic Alan "Fred" Schepisi) (زاده ۲۶ دسامبر ۱۹۳۹) کارگردان و فیلم‌نامه‌نویس استرالیایی است.

## فیلم‌شناسی
- زمین بازی شیطان (۱۹۷۶)
- ترانه جیمی بلک اسمیت (۱۹۷۸)[۱]
- بارباروسا (۱۹۸۲)
- مرد یخی (۱۹۸۴)
- فراوانی (۱۹۸۵)
- رکسان (۱۹۸۷)
- فریادی در تاریکی (۱۹۸۸)
- خانه روسی (۱۹۹۰)
- آقای بیسبال (۱۹۹۲)
- شش درجه جدایی (۱۹۹۳)[۲]
- ضریب هوشی (۱۹۹۴)
- جانوران درنده (۱۹۹۷)[۳]
- آخرین سفارش‌ها (۲۰۰۱)
- خصلت خانوادگی (۲۰۰۳)
- سقوط امپراتوری (۲۰۰۵)
- چشم طوفان (۲۰۱۱)[۴]
- واژه‌ها و تصویرها (۲۰۱۳)